# Sint-Maartensdijk
Sint-Maartensdijk (51° 33′ N, 4° 05′ L) é uma cidade dos Países Baixos, na província de Zelândia. Sint-Maartensdijk pertence ao município de Tholen, e está situada a 16 km, a oeste de Bergen op Zoom.
Em 2001, a cidade de Sint-Maartensdijk tinha 3132 habitantes. A área urbana da cidade é de 1.0 km², e tem 1341 residências.
A área de Sint-Maartensdijk, que também inclui as partes periféricas da cidade, bem como a zona rural circundante, tem uma população estimada em 3650 habitantes.